# Patricio Contreras
Patricio Alejandro Contreras Pavez (Santiago del Cile, 15 dicembre 1947) è un attore cileno.
Ha iniziato a lavorare in Argentina, paese nel quale era emigrato dopo il colpo di stato cileno del 1973. È divenuto popolare negli anni 1980 per aver recitato in film come Piccola sporca guerra, La storia ufficiale, vincitore del premio Oscar al miglior film straniero, grazie al quale fu insignito del premio Cóndor de Plata dall'Asociación de Cronistas Cinematográficos de la Argentina, e Made in Argentina, per il quale vinse il premio al miglior attore al Festival Internazionale del Nuovo Cinema Latinoamericano, tenuto a L'Avana.
Nel 1989 è nel cast di Old Gringo - Il vecchio gringo con Gregory Peck e Jane Fonda. Nel 1991, dopo la fine della dittatura di Pinochet, è protagonista nel film cileno La Frontera. Negli anni successivi continua a recitare in Argentina, in produzioni di cinema, tra cui D'amore e ombra, Asesinato a distancia, La Fuga e Sexo con amor, televisione, in telenovele come El elegido, Ilusiones e Vidas robadas, Familia moderna, e teatro, tra cui un adattamento di Aspettando Godot.
Dal 1981 al 2001, anno del suo divorzio, è stato sposato con l'attrice e regista teatrale argentina Leonor Manso, con cui ha avuto una figlia, anch'essa attrice, Paloma Contreras.

## Doppiatori italiani
- Roberto Chevalier in La storia ufficiale
- Luca Biagini in D'amore e ombra